# Florentinische Nächte
Florentinische Nächte ist ein Schlager aus der Feder von Erich Meder und Nico Dostal, der 1948 von Rudi Schuricke veröffentlicht wurde.

## Text
Eine Reise nach Florenz wird besungen – eine „Reise ins Glück“. Rafaela hat den Protagonisten geküsst, worauf er mit „ich vergesse sie nie“ reagiert. Sein Resümee: „Florentinische Nächte, du Italia bella, und auch du, Rafaela, komm’ noch einmal zurück!“

## Veröffentlichung
Rudi Schuricke als Originalinterpret veröffentlichte das Lied 1948 als B-Seite der Single Mandolino – Mandolino (Polydor, 48314). Gerhard Winkler und Ralph Maria Siegel hatten Mandolino-Mandolino geschrieben. 1954 wurde das Lied auf dem gleichnamigen Extended-Play-Album mit den Liedern Auf Wiedersehn, Frauen und Wein und Fahr durch die Nacht veröffentlicht (Polydor, EPH 20 003). In den Niederlanden veröffentlichte Schuricke das Lied als A-Seite; hier befand sich auf der B-Seite das Lied Warum weinst du, kleine Tamara.

## Coverversionen (Auswahl)
- Michael Vanmeren & Geschwister Lechner (1950er-Jahre)
- Orchester Body Buser (Instrumental, 1950)
- Bob Scholte met Koor en Orkest o.l.v. Emile Deltour (Florentijnse nachten, Niederländisch, 1951)
- Peter van Os met Orkest Jean Laheye (Florentijnse nachten, Niederländisch, 1951)
- Adolf Wreege mit seinem Orchester und Peter Manuel & das Sunshine-Quartett (1951)
- Alfred Matschat & das Tango-Orchester des Berliner Rundfunks (Instrumental, 1951)
- Lothar Brüning (1951)
- Rudi Hofstetter (1951)
- Vico Torriani & Die Telestars und das Tango-Orchester Béla Sanders (1951)
- Vico Torriani & Orchester Cédric Dumont (1951)
- Will Glahé und sein Musette-Orchester (1951)
- Lina Margy – Accompagnement d’Orchestre, direction Jean Faustin (Les nuits florentines, Französisch, 1951)
- Nicole Chanly avec Emile Deltour et son Orchestre (Nuits florentines, Französisch, 1951)
- Hans-Arno Simon und sein Casino-Sextett (Schlager-Parade Nr. 1, Zitat, 1951)
- Teddy Petersen og hans Orkester & Victor Cornelius og kor (Florentinske nætter, Dänisch, 1952)
- Pauli Räsänen, (Firenzen öitä, Finnisch, 1953)
- Quintin Verdu et son Orchestre de Tangos, (Nuits florentines, Instrumental, 1953)
- Alfred Hause und sein Orchester, (Tango-Favoriten I (1. Teil), Zitat, Instrumental, 1953)
- Alfred Hause and his Orchester, (Instrumental, 1960)
- Peter Kraus & Orchester Johannes Fehring, (1961)
- Rudolf Schock & Die Berliner Symphoniker; Leitung: Nico Dostal, (Florentinische Nächte, ihr bleibt mir im Gedächtnis, 1964)
- Cherry Wainer, (Instrumental, 1965)
- Topas Quintette, (Instrumental, 1979)
- Ernst Mosch und seine Original-Egerländer-Musikanten, (Instrumental, 1983)
- Gerhard Wendland, (1987)
- Rundfunk-Tanzstreichorchester Berlin, (Instrumental, 1987)